# Victrix illustris
Victrix illustris là một loài bướm đêm trong họ Noctuidae.